# 한남 최씨
한남 최씨(漢南崔氏)는 경기도 수원시를 본관으로 하는 한국의 성씨이다. 시조는 고려에서 합문지후를 지낸 최흥연(崔洪衍)이다.

## 참고 자료
- “한남최씨(漢南崔氏)”. 뿌리를 찾아서.[깨진 링크(과거 내용 찾기)]